# Northern Dynamo FC
Northern Dynamo Football Club w skrócie Northern Dynamo FC – seszelski klub piłkarski, mający siedzibę w Glacis, grający w pierwszej lidze seszelskiej.

## Sukcesy
- Puchar Ligi Seszelskiej[1]:
  - zwycięstwo (1): 2017.

## Występy w afrykańskich pucharach
| Sezon     | Rozgrywki           | Runda   | Kraj     | Klub            | Dom | Wyjazd | Dwumecz |
| --------- | ------------------- | ------- | -------- | --------------- | --- | ------ | ------- |
| 2018/2019 | Puchar Konfederacji | wstępna | Tanzania | Mtibwa Sugar FC | 0–1 | 0–4    | 0–5     |

## Stadion
Domowe mecze klub rozgrywa na stadionie o nazwie Stade Linité w Victorii, który może pomieścić 10000 widzów.